# Begonia rubrotincta
Espèce
Begonia rubrotincta est une espèce de plantes de la famille des Begoniaceae.
L'espèce fait partie de la section Gobenia.
Elle a été décrite en 1963 par Lyman Bradford Smith (1904-1997) et Bernice Giduz Schubert (1913-2000).

## Répartition géographique
Cette espèce est originaire du pays suivant : Pérou.